# Прокляты и убиты
«Про́кляты и уби́ты» — неоконченный роман в двух книгах Виктора Астафьева, написанный в первой половине 1990-х годов.

## Особенности произведения
Первая книга романа написана в 1990—1992 годах, вторая книга в 1992—1994 годах. Роман не окончен, в марте 2000 года писатель заявил о прекращении работы над романом.
Название романа взято из его текста: сообщается, что на одной из стихир, имевшейся у сибирских старообрядцев, «писано было, что все, кто сеет на земле смуту, войны и братоубийство, будут Богом прокляты и убиты».
В романе описана Великая Отечественная война и исторические события в СССР, ей предшествовавшие, процесс подготовки пополнений, быт солдат и офицеров и их взаимоотношения между собой и командирами, собственно боевые действия. Книга написана в том числе на основе личных впечатлений писателя-фронтовика.
Писатель поднимает нравственные проблемы. Это проблемы взаимоотношений между людьми в условиях войны, конфликта между христианской моралью, патриотизмом и тоталитарным государством, проблемы становления людей, чья юность выпала на тяжелейшие годы. Красной нитью через роман проходит идея о наказании Божием советских людей посредством войны.
Свойственные писателю философские размышления и описания природы контрастируют в романе с предельно натуралистичными описаниями быта солдат, живыми, нередко просторечными и диалектными диалогами персонажей романа, характеры и судьба которых разнообразны и индивидуальны.
Как указывается в предисловии к одному из изданий романа: «Именно этим романом Астафьев подвёл итог своим размышлениям о войне как о „преступлении против разума“».

## «Чёртова яма»
Эпиграфом к первой книге романа служит цитата из Нового завета:

Если же друг друга угрызаете и съедаете.

Берегитесь, чтобы вы не были

истреблены друг другом ⟨…⟩
— Послание к Галатам 5:15

Действие первой книги романа разворачивается близ Бердска поздней осенью 1942 и зимой 1943 годов, в 21-м запасном стрелковом полку. Номер полка и место его дислокации соответствуют реально существовавшим в годы Великой Отечественной войны. Места дислокации запасного полка сегодня нет, это место затоплено Обским морем.
Действие начинается с прибытия осенью 1942 года в запасной полк молодых новобранцев, в основном только что достигших призывного возраста. Состав их самый разнообразный: прибывший с низовьев Оби частью по крови хант Лёшка Шестаков, старообрядец, силач Коля Рындин, блатной Зеленцов, симулянт Петька Мусиков, своевольный Лёха Булдаков и другие. Позднее к ним присоединились призванные казахи и ещё двое значимых героев романа: Ашот Васконян и Феликс Боярчик. После карантина они попадают в одну роту полка, где их встречает старшина Шпатор, а командование ротой принимает лейтенант Щусь, который также является одним из главных действующих лиц романа. Призывники в массе своей малограмотны, набраны из отдалённых посёлков и деревень, многие имели конфликты с законом.
Повествуется о том, как из разношёрстной толпы призывников в тяжелейших условиях складывается вполне боеспособный и в целом сплочённый коллектив. Постоянное недоедание, холод, сырость, отсутствие элементарных условий усугубляется конфликтами между призывниками, между призывниками и их командирами, да и между командирами не всё гладко. На глазах у мальчишек командир насмерть забивает опустившегося доходягу, происходит расстрел двух братьев-близнецов, которые по незнанию самовольно оставили временно часть, проводится показательный суд над Зеленцовым. Автор описывает безысходную картину солдатского быта в запасных частях, молодых людей, чья жизнь до этого и так «в большинстве была убога, унизительна, нища, состояла из стояния в очередях, получения пайков, талонов да ещё из борьбы за урожай, который тут же изымался в пользу общества». Особое место в книге занимают зимние хлебозаготовки, на которые в деревню Осипово была отряжена первая рота. Во время заготовок, где солдатам были обеспечены хорошее питание и уход, серая масса забитых людей преображается, завязываются романы с местными жительницами (для многих первые и последние), и видно, что солдаты — это всего лишь мальчишки.
Линейный сюжет книги перемежается более детальными описаниями довоенной жизни персонажей романа.
Заканчивается первая книга отправкой маршевых рот полка на фронт.

## «Плацдарм»
Эпиграф ко второй книге.
Вы слышали, что сказано древним:

«Не убивай. Кто же убьёт, подлежит суду».

А Я говорю вам, что всякий, гневающийся

на брата своего напрасно, подлежит суду ⟨…⟩

—Евангелие от Матфея 5:21-22 
Действие второй книги романа происходит в конце сентября 1943 года и, очевидно, начале октября 1943 года на Днепре. Судя по тому, что в книге упоминается воздушно-десантная операция, прообразом Великокриницкого плацдарма автору послужил Букринский плацдарм у села Великий Букрин, в боях на котором автор участвовал. Воинские части вымышленные.
В начале книги кратко описан боевой путь полка, ушедшего в январе 1943 года из Бердска, и действие начинается в момент подготовки части к форсированию Днепра. В предыдущих боях главные герои первой части книги уцелели, и к ним добавились ещё персонажи, многие из числа командиров: командир корпуса Лахонин, заместитель командира артиллерийского полка Зарубин, начальник политотдела дивизии Мусенок и другие. Также в действие введён колоритный сержант Финифатьев, две медицинские сестры и несколько немецких солдат.
Вторая книга представляет собой натуралистичное описание боевых действий в ходе форсирования Днепра, захвата и удержания плацдарма на его берегу в течение семи и «всех последующих» дней. Автор описывает войну предельно подробно и жестоко, явно разграничивая тех, кто на плацдарме (в основном те же мальчишки и ряд командиров), и тех, кто остался на восточном берегу (политотдел, особый отдел, походно-полевые жёны, заградотряды и просто трусы). При этом война описывается как глазами советских солдат, так и отчасти немецких.
Так же, как и в первой части книги, линейный сюжет перемежается описаниями довоенной и уже военной жизни персонажей книги. Тем не менее повествование второй части более динамично в сравнении с первой, что вполне объяснимо: «если в первой книге „Чёртова яма“ царят мат и смрад, то во второй части „Плацдарм“ — смерть. Если в первой — похабщина и гнусность солдатской тыловой жизни, то во второй — расплата за содеянное».
Многие из персонажей книги были убиты или тяжело ранены на плацдарме; относительно некоторых автор оставляет читателя додумывать.
Опять же, вторая книга пересекается с первой тем, что место действия, плацдарм на Днепре, так же, как и «Чёртову яму», автор отправил под воду, затопив его водохранилищем.

## Отзывы
Книга потрясла меня.
— Василь Быков
Из статьи литературного критика Ивана Есаулова (близкий друг Виктора Астафьева) о романе:[значимость факта?]

В полном соответствии с христианской традицией Астафьевым ставится вопрос о наказании Божием русских людей советского времени, о наказании «по грехам нашим», совершённым после того, как Россию и русский народ большевистская революция сбросила в «чёртову яму» атеизма. Впервые в нашей литературе рассматривается глубочайшая нравственно-историческая проблема России, не загромождаемая показом военных поражений или военных удач советского оружия в 1941—45 гг. Ведь в 1941—45 гг. наша страна впервые за свою тысячелетнюю историю вела войну, уже не будучи христианским государством, а государством оголтело христоненавистническим.

## Премии
- Первая часть романа удостоена премии «Триумф»[9].
- Роман в 1993 году номинировался на премию «Русский Букер»[10].

## Издания
- Проза войны. — Т. I. — СПб.: Литера, 1993. — 100 000 экз. — ISBN 5-900490-02-5.
- Книга первая: Чёртова яма. — М.: Вече, 1994. — (Военный роман). — 100 000 экз. — ISBN 5-7141-0072-1.
- Прокляты и убиты. — Книга вторая: Плацдарм. — М.: Вече, 1995. — (Военный роман). — 20 000 экз. — ISBN 5-7141-0072-1.
- Прокляты и убиты. — Книга вторая: Плацдарм. — М.: Вече, 1995. — (50-летию Великой победы посвящается). — 20 000 экз. — ISBN 5-7141-0072-1.
- Собрание сочинений: в 15 томах. — Т. X. — Красноярск: Офсет, 1997. — 10 000 экз.
- Избранное. — М.: Терра, 1999. — (Литература). — ISBN 5-300-02704-9.
- Прокляты и убиты. — М.: Эксмо, 2002. — (Красная книга русской прозы). — 4000 экз. + 12 000 экз. (доп. тираж). — ISBN 5-04-009706-9; ISBN 5-699-12053-X; ISBN 978-5-699-12053-6.
- Прокляты и убиты. — М.: Эксмо, 2003. — 5100 экз. — ISBN 5-699-04253-9.
- Прокляты и убиты. — М.: Эксмо, 2005. — (Русская классика XX века). — 4100 экз. + 4100 экз. (доп. тираж). — ISBN 5-699-11435-1.
- Прокляты и убиты. — М.: Эксмо, 2006.
- Прокляты и убиты. — М.: Эксмо, 2007. — 736 с. — (Библиотека всемирной литературы издательства «Эксмо»: комплект из 212 книг). — 5000 экз. + 4000 экз. (доп. тираж). — ISBN 978-5-699-20146-4; ISBN 5-699-20146-7.
- Прокляты и убиты. — М.: Эксмо, 2009. — (Русская классика). — 4100 экз. — ISBN 978-5-699-33805-4.
- Прокляты и убиты. — М.: Эксмо, 2010. — (К 65-летию Великой победы). — 4000 экз. — ISBN 978-5-699-40494-0.
- Прокляты и убиты. — М.: Эксмо, 2010. — (Русская классика). — 4000 экз. — ISBN 978-5-699-36702-3.
- Прокляты и убиты: роман. — СПб.: Азбука; Азбука-Аттикус, 2017. — 832 с. — (Азбука-классика). — 3000 экз. — ISBN 978-5-389-12681-7.

## Театральные постановки
По мотивам романа в МХТ имени Чехова режиссёром Виктором Рыжаковым была поставлена пьеса (премьера состоялась 5 сентября 2010 года).